# Zacharias Rudbeck

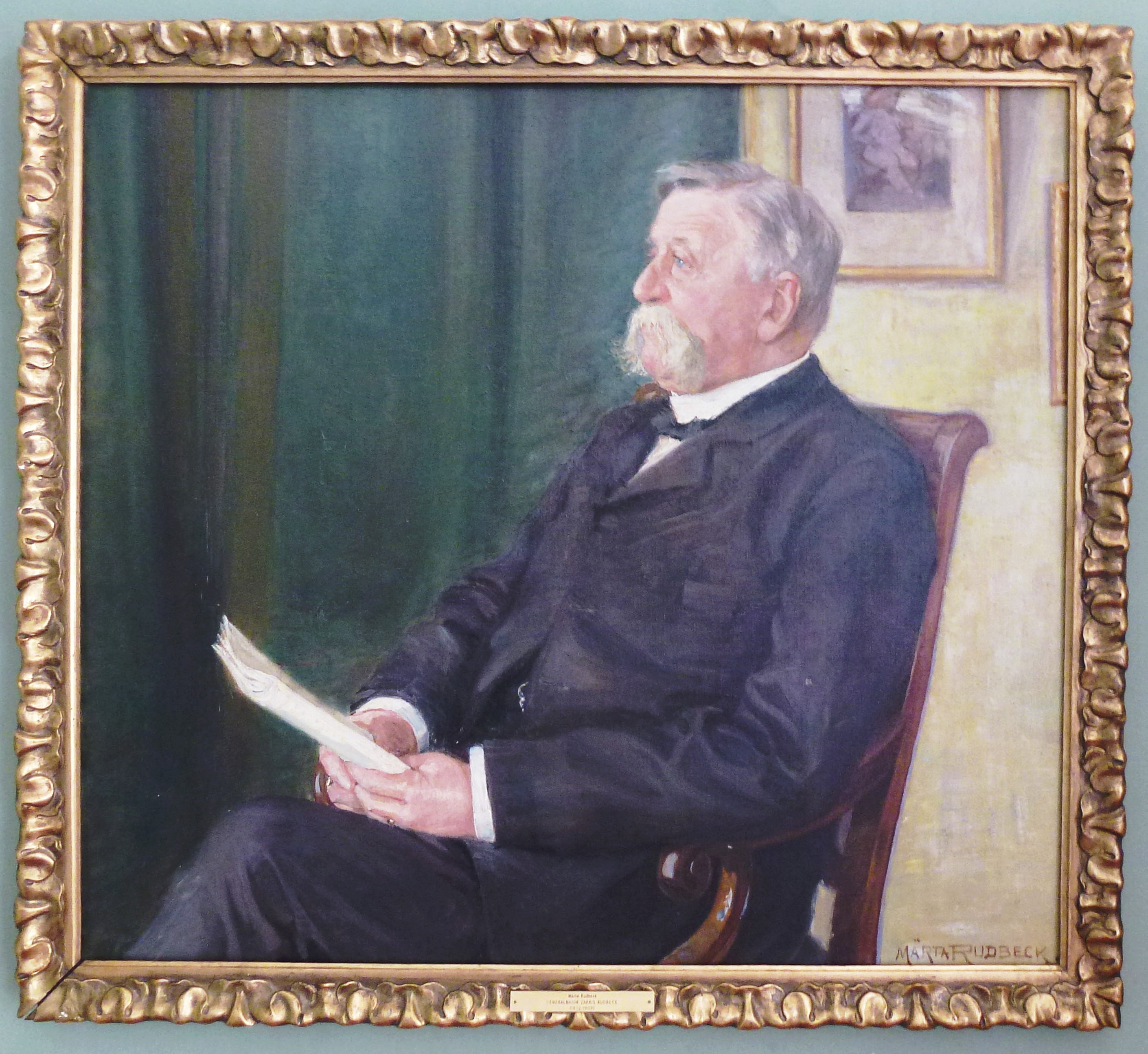
Zacharias Rudbeck.

Johan Zacharias Josua Thure Gustaf Rudbeck, född den 27 december 1832 på Marieberg i Grödinge socken, Stockholms län, död den 19 mars 1909 i Stockholm, var en svensk friherre och militär. Han var bror till Reinhold och Alexander Rudbeck samt far till Märta Rudbeck.
Rudbeck blev underlöjtnant vid Andra livgardet 1852 och löjtnant där 1855. Han deltog i dansk-tyska kriget 1864 och var kompanichef vid krigsskolan 1873–1878.  Rudbeck befordrades till kapten i regementet 1867, vid regementet 1868, till major i armén 1875, vid regementet 1880, och till överstelöjtnant 1882. Han var överste och sekundchef för Andra livgardet 1888–1896. Rudbeck beviljades avsked från regementet och blev generalmajor i armén med placering i generalitetets reserv 1896. Han var ledamot i direktionen för Gymnastiska centralinstitutet 1894–1906. Rudbeck blev riddare av Svärdsorden 1873, kommendör av andra klassen av samma orden 1891 och kommendör av första klassen 1894. Han vilar på Norra begravningsplatsen utanför Stockholm.